# Chelymorpha
Chelymorpha is een geslacht van kevers uit de familie bladkevers (Chrysomelidae).
De wetenschappelijke naam van het geslacht werd in 1837 gepubliceerd door Louis Alexandre Auguste Chevrolat in Dejean.

## Soorten
- Chelymorpha aculeata Borowiec, 2000
- Chelymorpha cribraria (Fabricius, 1775)
- Chelymorpha rosarioensis Buzzi, 2000
- Chelymorpha variolosa (Olivier, 1790)